# Fjodot Alexejev Popov

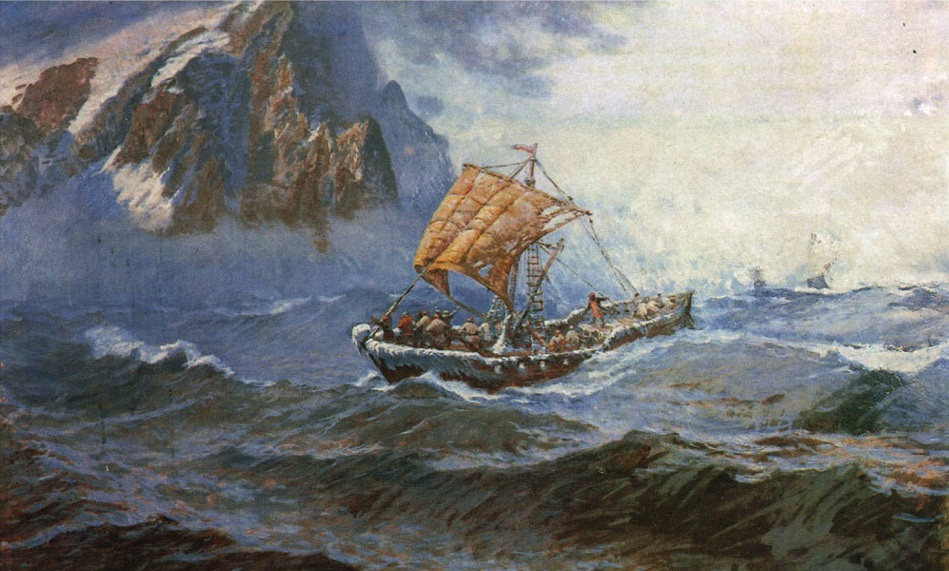
Koč na které se výprava Fjodota Alexejeva vydala Severním ledovým oceánem k Beringovu průlivu a na Kamčatku

Fjodot Alexejev Popov (rusky Федот Алексеевич Попов) (? Cholmogory - 1648 až 1654? Kamčatka) byl ruský lovec, kupec a průzkumník, který organizoval první evropskou expedici přes Beringův průliv a objevil Kamčatku. 

## Životopis
Narodil se v osadě Cholmogory, proto byl přezdíván Cholmogorec. Jeho datum narození není známo. Jmenoval se Fjodot Alexejev, pouze v několika písemných pramenech je zmíněno, že by byl synem Popova, případně že byl synem vesnického popa. 
Byl obchodníkem a agentem Alexeje Usova, člena privilegované společnosti obchodního cechu v Moskvě. Na Sibiř odešel v roce 1639. Postupoval na východ, prošel Ťumeň, Tobolsk a Tomskou oblast. V roce 1641 byl v Jenisejsku a následující rok došel do Jakutska. V témže roce se přidal ke skupině asi 100 mužů pod vedením Ivana Rebrova, která postupovala po řece Leně k moři a pak proti proudu řeky Oleňok na západ. O dva roky později museli po řece prchat, když byli napadeni místními Evenky. Fjodot a někteří jeho společníci se pak plavili na východ k řece Kolymě.
Když v roce 1645 dorazil do Sredněkolymsku, měl sebou 12 mužů a pravděpodobně i svou jakutskou konkubínu. Vzhledem k tomu, že nebyl oficiálním velitelem výpravy, byl jako oficiální vůdce povolán Semjon Ivanovič Děžňov. V červnu 1647 vypluli do Arktidy s 50 muži ve čtyřech kočích, ale kvůli silnému ledu byli nuceni se vrátit zpět. Příští rok to zkusili znovu. Dne 20. června 1648 vyrazilo šest kočí na cestu k Anadyru. Někdy v září koče obepluly severovýchodní špičku Asie a Beringovým průlivem vpluly do Tichého oceánu. Dne 20. září 1648 (30. září gregoriánského kalendáře) byl Fjodot zraněn v boji s místními Čukči. Někdy kolem 10. října 1648 (gr. kal.) silná bouře oddělila Popovovy a Děžněvovy čluny. Byla to poslední chvíle, kdy byl Popov a jeho společníci spatřeni naživu.  
Dochovaly se jen neověřené informace o jeho dalším osudu. Podle některých zpráv je možné, že se Fjodot jen polekal bouře a vrátil se zpět. V roce 1654 Děžněv zajal jakutskou ženu z kmene Korjaků, která v roce 1648 plula na lodi s Fjodotem Alexejevem. Vypravovala Děžněvovi, že jejich loď bouře vyhodila na břeh, avšak kde, to nevěděla. Vykládala, Fjodot a jeho druh Ankudinov zemřeli na kurděje, někteří jeho společníci byli zabiti Korjaky a zbytek uprchl na malých loďkách s holýma rukama na západ přes Ochotské moře neznámo kam. Podle místa zajetí ženy je pravděpodobné, že jeho loď ztroskotala jižně od ústí řeky Anadyr. Podle jiných zdrojů se Fjodot Alexejev a nebo někteří z jeho mužů dostali až na Aljašku, kde založili osadu Kyngovej. Když v roce 1697 dorazil sibiřský kozák Vladimir Atlasov na Kamčatku, dozvěděl se, že tam před ním byli již další Rusové. Domorodci mu řekli, že jistý "Fjodotov" a jeho muži žili na řece Nikul, přítoku Kamčatky a že si vzali místní ženy. Zříceniny jejich dvou chatrčí bylo stále vidět. Kamčatší domorodci věřili, že jsou to bohové nebo démoni, nechali je proto na pokoji, ale když viděli, jak jeden Rus zabil druhého, změnili názor, protože podle domorodých Kamčadalů bohové nemají krev a jsou nesmrtelní. Rusové pak byli napadáni a vyvražďováni.
Semjon Děžněv je uznáván jako první Evropan, který dosáhl Beringova průlivu, protože byl formálním vůdcem a většina dochovaných dokumentů pochází od něho, ale Fjodot Alexejev Popov expedici zorganizoval a mohl být důležitější osobností, než jak naznačuje několik dochovaných dokumentů. Byl prvním Rusem, který se dostal na Kamčatku.